# Nikolai Davydenko
Nikolai Vladimirovitch Davydenko (em russo Николай Владимирович Давыденко, (2 de junho de 1981, Sievierodonetsk, URSS) é um ex-tenista profissional russo.
Nikolai é casado desde 2006 com Irina Davydenko (formada em psicologia) conhecida por sempre acompanhar o marido em todos os jogos. Seu técnico foi o seu irmão Eduard Davydenko.
Durante os 15 anos em que foi profissional, Davydenko chegou a ser o terceiro melhor do ranking mundial masculino, tendo somado ao todo 21 títulos de simples e mais dois de duplas.
Em 2006 foi o segundo jogador com mais títulos (5) logo após o suíço Roger Federer, e ainda venceu a Taça da Copa Davis. E foi justamente em 2006 que ele obteve sua melhor colocação no ranking, chegando ao número 3 do mundo. Naquela temporada, Davydenko foi semifinalista no Grand Slam do Open dos Estados Unidos, caindo apenas diante do suíço Roger Federer, que depois iria conquistar a taça em Flushing Meadows.
Sua conquista mais importante foi Vencer o ATP World Tour Finals de 2009, ao derrotar na grande final o argentino Juan Martín del Potro. Para chegar ao título ele superou o espanhol Rafael Nadal, o suíço Roger Federer e o sueco Robin Soderling. Com isso, ele se tornou no primeiro russo a vencer esse torneio. Ele também foi vice-campeão do ATP World Tour Finals em 2008, ao perder na final para o sérvio Novak Đjoković.
Venceu 3 ATP Masters 1000, sendo que o primeiro foi em 2006 no Paris Masters 1000, o segundo em 2008 no Miami Masters 1000, onde derrotou o espanhol Rafael Nadal na final, e o terceiro em 2009 no Shanghai Masters 1000, derrotando igualmente o espanhol Rafael Nadal na final. 
Ele começou 2010 com o pé direito ao vencer o ATP 250 de Doha no Qatar, derrotando o então n º1 do mundo Roger Federer na semifinal (6-4,6-4) e conquistando o título após virada espetacular sobre o nº 2 do mundo Rafael Nadal por 0-6,7-6(10-8) e 6-4. Em 2011 nesse mesmo torneio, após vencer Rafael Nadal na semifinal, perdeu o título na final contra o suíço Roger Federer, este que conquistou o torneio pela terceira vez.
Em 2014 aos 33 anos de idade e depois de 15 anos como profissional, o russo resolveu pendurar a raquete. O tenista alegou que o principal motivo para largar o tênis profissional foram as sucessivas lesões que vinha enfrentando. “Tive muitas lesões nos últimos anos”, declarou o russo, que no momento em que resolveu pendurar a raquete ocupava a modesta 244ª colocação no ranking, Em seu ápice, durante os 15 anos em que foi profissional, Davydenko chegou a ser o terceiro melhor do ranking mundial masculino, tendo somado ao todo 21 títulos de simples e mais dois de duplas.
O tenista russo manteve-se na alta-roda do tênis mundial durante 15 anos, mas nunca conseguiu atingir a final de um torneio do Grand Slam, pois seus melhores resultados em torneios do Grand Slam foram as semifinais do Open dos Estados Unidos de 2006 e 2007 e Open da França de 2005. "Não lamento nunca ter ganhado um Grand Slam, nem nunca ter chegado a ser número um mundial", disse Davydenko, que começou a competir no circuito profissional em 1999.
“Kolya”, como foi chamado o russo, tinha a capacidade de transformar a quadra numa enorme mesa de pingue-pongue; cortando as trajetórias e batendo na bola em antecipação, o seu estilo assentava em poderosas direitas e esquerdas (a duas mãos) ‘disparadas’ de modo muito peculiar: a rotação dos ombros e dos quadris durante a execução permite-lhe não só imprimir grande velocidade à bola como recolocar-se para a pancada seguinte.

## Desempenho em Torneios

### Simples

#### Finais Vencidas (21)
| Legenda                                                     |
| Grand Slam (0)                                              |
| Tennis Masters Cup ATP World Tour Finals (1)                |
| ATP Masters Series ATP World Tour Masters 1000 (3)          |
| ATP International Series Gold ATP World Tour 500 Series (1) |
| ATP International Series ATP World Tour 250 Series (16)     |

| Títulos por superfície |
| Dura (8)               |
| Grama (0)              |
| Saibro (10)            |
| Carpete (3)            |

| Nr. | Data                   | Torneio                                     | Superfície | Adversário na Final   | Resultado        |
| 1.  | 30 de Dezembro de 2002 | Adelaide, Austrália                         | Dura       | Kristof Vliegen       | 6-2, 7-6(3)      |
| 2.  | 7 de Abril de 2003     | Estoril, Portugal                           | Saibro     | Agustin Calleri       | 6-4, 6-3         |
| 3.  | 26 de Abril de 2004    | Munique, Alemanha                           | Saibro     | Martin Verkerk        | 6-4, 7-5         |
| 4.  | 11 de Outubro de 2004  | Moscou, Rússia                              | Carpete    | Greg Rusedski         | 3-6, 6-3, 7-5    |
| 5.  | 16 de Maio de 2005     | Pörtschach, Áustria                         | Saibro     | Jürgen Melzer         | 6-3, 2-6, 6-4    |
| 6.  | 22 de Maio de 2006     | Pörtschach, Áustria                         | Saibro     | Andrei Pavel          | 6-0, 6-3         |
| 7.  | 31 de Julho de 2006    | Sopot, Polônia                              | Saibro     | Florian Mayer         | 7-6(6), 5-7, 6-4 |
| 8.  | 21 de Agosto de 2006   | New Haven, USA                              | Dura       | Agustin Calleri       | 6-4, 6-3         |
| 9.  | 9 de Outubro de 2006   | Moscou, Rússia                              | Carpete    | Marat Safin           | 6-4, 5-7, 6-4    |
| 10. | 30 de Outubro de 2006  | Paris, França                               | Dura       | Dominik Hrbaty        | 6-1, 6-2, 6-2    |
| 11. | 5 de Outubro de 2007   | Moscou, Rússia                              | Dura       | Paul-Henri Mathieu    | 7-5, 7-6(9)      |
| 12. | 27 de Março de 2008    | Miami, USA                                  | Dura       | Rafael Nadal          | 6-4, 6-2         |
| 13. | 18 de Maio de 2008     | Pörtschach, Áustria                         | Saibro     | Juan Monaco           | 6-2, 2-6, 6-2    |
| 14. | 9 de Junho de 2008     | Varsóvia, Polônia                           | Saibro     | Tommy Robredo         | 6-3, 6-3         |
| 15. | 19 de Julho de 2009    | Hamburgo, Alemanha                          | Saibro     | Paul-Henri Mathieu    | 6-4, 6-2         |
| 16. | 27 de Julho de 2009    | Umag, Croácia                               | Saibro     | Juan Carlos Ferrero   | 6-3, 6-0         |
| 17. | 28 de Setembro de 2009 | Kuala Lumpur, Malásia                       | Dura       | Fernando Verdasco     | 6-4, 7-5         |
| 18. | 11 de Outubro e 2009   | Shanghai, China                             | Dura       | Rafael Nadal          | 7-6(3), 6-3      |
| 19. | 29 de Novembro de 2009 | ATP World Tour Finals, Londres, Reino Unido | Dura       | Juan Martín del Potro | 6-3, 6-4         |
| 20. | 9 de Janeiro de 2010   | Doha, Qatar                                 | Dura       | Rafael Nadal          | 0-6, 7-6(8), 6-4 |
| 21. | 1 de Maio de 2011      | Munique, Alemanha                           | Saibro     | Florian Mayer         | 6-3, 3-6, 6-1    |

#### Finais Perdidas (6)
| Nr. | Data                   | Torneio                             | Superfície | Adversário na Final | Resultado         |
| 1.  | 1 de Maio de 2003      | St. Pölten, Áustria                 | Saibro     | Andy Roddick        | 6–3, 6–2          |
| 2.  | 8 de Maio de 2006      | Estoril, Portugal                   | Saibro     | David Nalbandian    | 6–3, 6–4          |
| 3.  | 17 de Julho de 2006    | Båstad, Suécia                      | Saibro     | Tommy Robredo       | 6–2, 6–1          |
| 4.  | 20 de Abril de 2008    | Estoril, Portugal                   | Saibro     | Roger Federer       | 7–6(5), 1–2, ret. |
| 5.  | 16 de Novembro de 2008 | Tennis Masters Cup, Shanghai, China | Dura       | Novak Đoković       | 6–1, 7–5          |
| 6.  | 8 de Janeiro de 2011   | Doha, Qatar                         | Dura       | Roger Federer       | 6–3, 6–4          |

### Duplas

#### Finais Vencidas (1)
| Legenda                                                     |
| Grand Slam (0)                                              |
| Tennis Masters Cup ATP World Tour Finals (0)                |
| ATP Masters Series ATP World Tour Masters 1000 (0)          |
| ATP International Series Gold ATP World Tour 500 Series (0) |
| ATP International Series ATP World Tour 250 Series (1)      |

| Títulos por superfície |
| Dura (0)               |
| Grama (0)              |
| Saibro (0)             |
| Carpete (1)            |

| Nr. | Data                  | Torneio        | Superfície | Parceiro     | Adversários na Final           | Resultado     |
| 1.  | 17 de Outubro de 2004 | Moscou, Rússia | Carpete    | Igor Andreev | Mahesh Bhupathi Jonas Björkman | 3–6, 6–3, 6–4 |

#### Finais Perdidas (2)
| Nr. | Data                  | Torneio           | Superfície | Parceiro     | Adversários na Final                 | Resultado        |
| 1.  | 17 de Outubro de 2005 | Moscou, Rússia    | Carpete    | Igor Andreev | Max Mirnyi Mikhail Youzhny           | 6–1, 6–1         |
| 2.  | 9 de Junho de 2008    | Varsóvia, Polônia | Saibro     | Yuri Schukin | Mariusz Fyrstenberg Marcin Matkowski | 6–0, 3–6, [10–4] |

### Linha do tempo emGrand Slams
| Torneio           | 2000 | 2001 | 2002 | 2003 | 2004 | 2005 | 2006 | 2007 | 2008 | 2009 | 2010 | 2011 | 2012 | 2013 | 2014 | V–D   | Vitórias % |
| ----------------- | ---- | ---- | ---- | ---- | ---- | ---- | ---- | ---- | ---- | ---- | ---- | ---- | ---- | ---- | ---- | ----- | ---------- |
| Australian Open   | A    | 2R   | 1R   | 1R   | 2R   | QF   | QF   | QF   | 4R   | A    | QF   | 1R   | 1R   | 2R   | 2R   | 23–13 | 63.89      |
| Roland-Garros     | A    | 2R   | 2R   | 2R   | 1R   | SF   | QF   | SF   | 3R   | QF   | A    | 2R   | 1R   | 3R   | 1R   | 26–13 | 68.42      |
| Wimbledon         | A    | A    | 1R   | 1R   | 1R   | 2R   | 1R   | 4R   | 1R   | 3R   | 2R   | 1R   | 1R   | A    | A    | 7–11  | 41.18      |
| US Open           | A    | 1R   | 2R   | 2R   | 3R   | 2R   | SF   | SF   | 4R   | 4R   | 2R   | 3R   | 2R   | 2R   | A    | 26–13 | 66.67      |
| Vitórias–Derrotas | 0–0  | 2–3  | 2–4  | 2–4  | 3–4  | 11–4 | 13–4 | 17–4 | 8–4  | 9–3  | 6–3  | 3–4  | 1–4  | 4–3  | 1–2  | 82–50 | 63.28      |